# Stanley Woodburn Kirby
Stanley Woodburn Kirby, britanski general, * 13. februar 1895, † 19. julij 1968.